# AIM-97飛彈
AIM-97 獵狐者（也稱為XAIM-97A 獵狐者）是一款美國研發的長程空對空飛彈。AIM-91原計畫安裝於F-15戰鬥機與F-4戰鬥機上，以對抗MiG-25。
該飛彈最終並未服役。

## 概覽
1970年代早期，美國非常關注MiG-25的能力。MiG-25可進行3馬赫的超音速飛行，並可攜帶長距離空對空飛彈。人們普遍認為MiG-25“狐蝠”是新一代的「超級戰鬥機」，能夠輕鬆地超越任何美國或盟軍飛機。為了應對此一威脅，美國開始了
F-15戰鬥機的研發計畫，以及F-15使用的兩種飛彈，AIM-82與AIM-97。前者是預計用來替換AIM-9的一種近距離格鬥彈，後者則是專為MiG-25“狐蝠”而設計的長距離空對空飛彈。這也是AIM-97被稱為獵狐者的原因。
AIM-97是基於AGM-78反輻射飛彈而設計的。它有著更大的推進段，並使用半主動雷達導引與紅外線導引單元。
針對AIM-97的試驗於1972年底開始，但因達不到原訂的目標而在1976年底終止了。此時美國軍方因1976年蘇聯米格機降落日本事件而對MiG-25的性能有了更多的認知，此彈的性能與造價便顯得不符合需求了。